# Jean-Nicolas Démeunier
Jean-Nicolas Démeunier, född 15 mars 1751, död 2 februari 1814, var en fransk politiker, upplysningsfilosof samt från 1808 greve.
Demeunier var ursprungligen ämbetsman, och blev 1789 medlem av tredje ståndet och nationalförsamlingen, och tillhörde där det moderata element, som verkade för census vid valen till representationen och gjorde sig särskilt bemärkt genom inlägg i författningsdebatten. 1792 utvandrade han till USA, återvände under direktoriet och blev medlem av tribunatet, senare av senaten.